# Dorenbachviadukt
Der Dorenbachviadukt ist eine innerstädtische Brücke in Basel, welche die Quartiere Gundeldingen und Bachletten miteinander verbindet. Die Brücke befindet sich südlich vom Basler Zoo nahe der Stadtgrenze zur Gemeinde Binningen. Sie ist einer der drei grossen Viadukte, die in der Stadt Basel das Tal des Birsig überqueren. Der Dorenbach, welcher der Brücke den Namen gab, mündet südlich noch vor der Brücke in den Birsig.
Die Brücke wurde 1932 bis 1934 nach Plänen von Robert Gsell-Heldt erbaut. Die Eröffnung fand am 4. August 1934 statt. 1985 wurde der Dorenbachviadukt saniert, weshalb während des ganzen Jahres der Trambetrieb nach Binningen eingestellt war.